# Ophidiocephalus taeniatus
Ophidiocephalus taeniatus là một loài thằn lằn trong họ Pygopodidae. Loài này được Lucas & Frost mô tả khoa học đầu tiên năm 1897.